# Альфегумусовые почвы

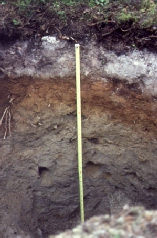
Профиль подзола. Виден белёсый горизонт, который отсутствует в профиле подбуров.

Альфегу́мусовые по́чвы — отдел в российской классификации почв,  включающий подзолы и подбу́ры.

## Общая характеристика
Термин «альфегумусовые» (англ. Al/Fe humus или англ. Al-Fe-Humus) образован от лат. Al(uminium)+Fe(rrum)+humus
(«алюминий»+«железо»+«гумус»). Эти почвы относятся к постлитогенному стволу почвообразования. Своеобразие альфегумусных почв определяется процессом образования и перемещения по почвенному профилю соединений гумуса, алюминия и железа. Формируются преимущественно в таёжных и лесотундровых областях Евразии и Северной Америки на песчаных и щебнистых материнских породах. Для этих почв характерно низкое плодородие из-за их высокой кислотности и преобладания грубого гумуса.

## Подзолы
На материнских породах, бедных двух- и трёхвалентными металлами, развиваются подзолы. На поверхности этих почв находится горизонт накопления слаборазложившихся раститительных остатков (грубого гумуса) мощностью 10–20 см. Под ним залегает белесоватый, подзолистый горизонт, обеднённый железом и алюминием, мощностью до 20–30 см. Ниже находится коричневый или бурый альфегумусовый горизонт (30–60 см).

## Подбуры
На почвообразующих породах, богатых металлами, формируются подбуры. В них осаждение органоминеральных соединений начинается уже в верхней части профиля почвы, поэтому альфегумусовый горизонт залегает сразу под грубогумусовым и подбуры в отличие от подзолов не имеют подзолистого горизонта. 

### Почвенный профиль подбуров
Почвенный профиль подбуров типичных состоит из торфяно-подстилочного и альфегумусового горизонтов и почвообразующей породы. Формула профиля O-BHF-C.
При изменении растительного покрова могут формироваться другие типы ряда подбуров. При формировании серогумусового горизонта AY  вместо торфяно-подстилочного O почвы диагностируются как дерново-подбуры. При формировании сухоторфяного горизонта TJ вместо горизонта О почвы диагностируются как сухоторфяно-подбуры. При наложении процесса оглеения диагностируются отдельные типы с различными поверхностными горизонтами: подбуры глеевые (О-BHF-G-CG), торфяно-подбуры глеевые (T-BHFg-G-CG) и дерново-подбуры глеевые (AY-BHFg-G-CG).